# Pselaphochernes setiger
Espèce
Synonymes
- Chelifer setiger L. Koch, 1881

Pselaphochernes setiger est une espèce de pseudoscorpions de la famille des Chernetidae.

## Distribution
Cette espèce est endémique d'Espagne.

## Publication originale
- L. Koch, 1881 : Zoologische Ergebnisse von Excursionen auf den Balearen. II. Arachniden und Myriapoden. Verhandlungen der Kaiserlich-Königlichen Zoologisch-Botanischen Gesellschaft in Wien, vol. 31, p. 625-678 (texte intégral).